# La Ferté-Vidame
La Ferté-Vidame ist eine französische Gemeinde mit 558 Einwohnern (Stand 1. Januar 2022) im Département Eure-et-Loir in der Region Centre-Val de Loire. Sie gehört zum Arrondissement Dreux und zum Kanton Saint-Lubin-des-Joncherets. Die Gemeinde liegt am Rande des Regionalen Naturparks Perche. Im ehemaligen Park der Schlossruine Château de La Ferté-Vidame entspringt das Flüsschen Lamblore und durchquert das Gemeindegebiet. 
Seit 1934 befindet sich in unmittelbarer Nähe des Ortes die Teststrecke von Citroën.

## Etymologie
Der Name des Ortes rührt von der Tatsache her, dass er im Mittelalter ein Landgut im Besitz des Vidame de Chartres war. Der bekannteste dieser Vidames war der Herzog von Saint-Simon.
Der ursprüngliche Name des Ortes war La Ferté-Arnaud bzw. La Ferté-Ernaud.

## Bevölkerungsentwicklung
- 1962: 693
- 1968: 793
- 1975: 790
- 1982: 784
- 1990: 801
- 1999: 818
- 2017: 700

## Sehenswürdigkeiten

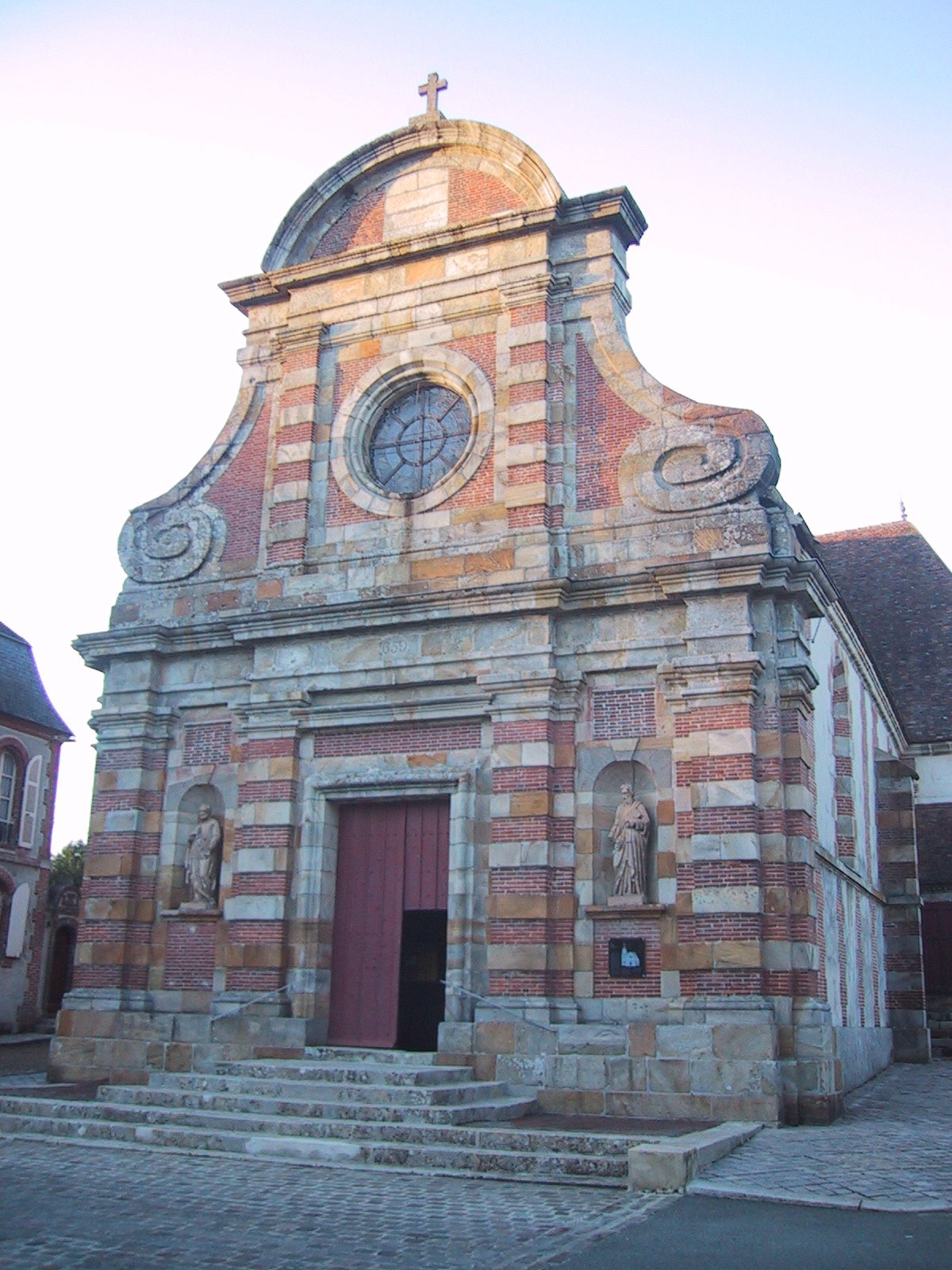
Kirche Saint-Nicolas, 17. Jahrhundert
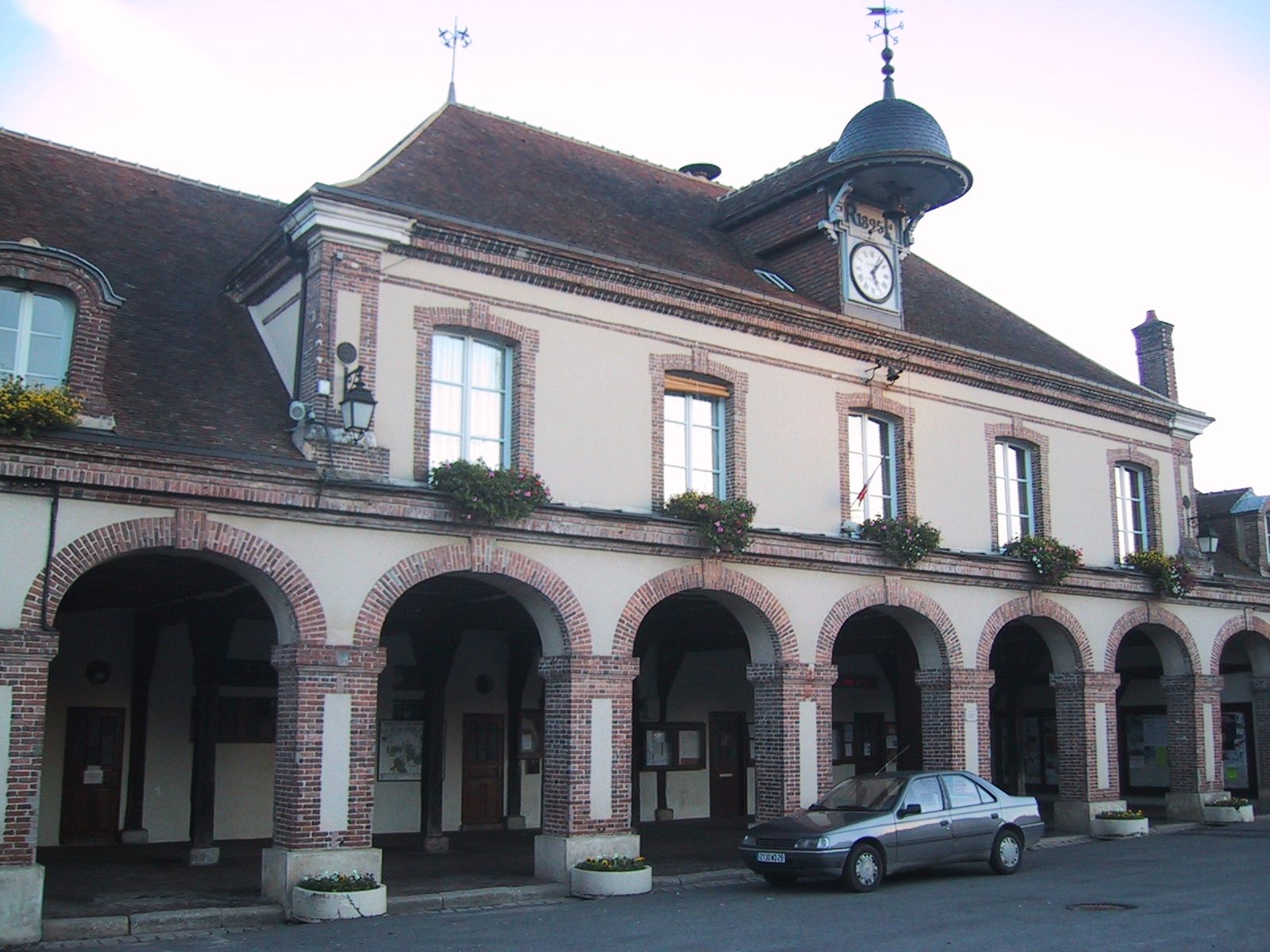
Mairie
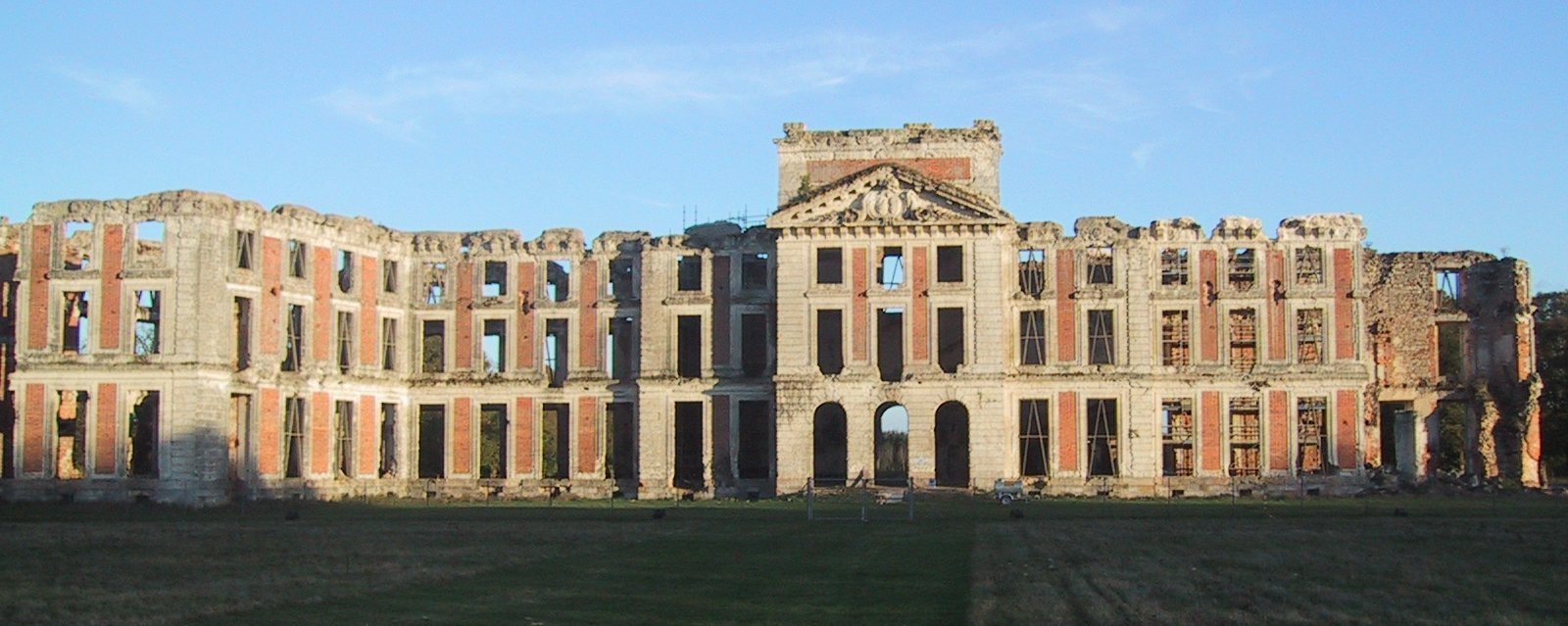
Schloss La Ferté-Vidame, ehemals Eigentum von Jean-Joseph de la Borde

## Persönlichkeiten
- Louis de Rouvroy, duc de Saint-Simon (1675–1755), Politiker und Schriftsteller
- Jean-Joseph de Laborde (1724–1794), französischer Kaufmann und Hofbankier Ludwigs XV.